# Аулие-Ата (мечеть)
Аулие-Ата (каз. Әулие Ата) — мечеть в Таразе. Первоначальное название — мечеть Юнус-бая (каз. Жүніс бай мешіті; варианты транскрипции — Жунус-бай и Жунис-бай). Входит в список памятников архитектуры республиканского значения Казахстана.

## История
Строительство мечети осуществлялось на средства местного жителя Кали Юнуса Маюсулова, также известного как Юнус-бай (другие варианты транскрипции — Жунус-бай и Жунис-бай). Строительством руководил мастер Сейдулла Кожа. Основной этап строительства происходил в 1904—1906 годы (по другим данным — в 1902—1906 годы), однако открытие состоялось только в 1913 году.
В первые годы Советской власти мечеть несколько раз закрывалась и открывалась вновь. После периода массового голода в начале 1930-х в мечети было организовано зернохранилище, позднее её переоборудовали под казарму. Однако в 1943 году мечеть была возвращена верующим. В годы Великой Отечественной войны прихожанами были собраны средства на покупку танка для РККА.
В 1973—1974 годах в мечети проводились реставрационные работы. В 1982 году мечеть исследовалась научными сотрудниками Джамбульского историко-краеведческого музея. В 1998—1999 годах была произведена новая реставрация по проекту архитектора Нурлыбека Баекеева. Название мечети после реставрации было изменено на Аулие-Ата — в честь основателя средневековой династии Караханидов и первого названия города Тараз.
Мечеть Аулие-Ата считалась духовным центром мусульман Тараза до 2007 года, когда 27 апреля была открыта мечеть Хибатуллы Тарази.

## Архитектура
Помимо самой мечети, в изначальный комплекс строений также входили библиотека, баня, медресе и кабинет имама.
Первоначальные размеры мечети — 27×12 м. Три стены возведены из жжёного кирпича, восточная стена — из дерева. Верхнее перекрытие здания поддерживается 18 деревянными балками. При входе устроены арочные ворота, продолжающиеся двумя высокими стелами. Одноэтажный прямоугольный в плане объём здания разделён на южную и северную части.
Помещение главного молитвенного зала занимает южную часть здания. Внутренние стены и потолок расписаны растительным узором с применением красок из природного материала и обрамлены каймой орнамента. Михраб расположен в западной стене. Внутренняя часть мечети украшена деревянными орнаментированными гравюрами.
В ходе реставрации 1998—1999 годов мечеть расширена за счёт новой пристройки площадью 9×26 м. Кроме того, добавлены опорные балки, двор заново вымощен каменной плитами, установлены новые двери.